# Antonio Traversari
Antonio Traversari (Ravenna, Emília-Romanya, 1810 - 1860) fou un compositor italià.
Estudià al Conservatori de Nàpols, on tingué per mestre en d'altres a Donizetti. dedicat des de molt jove a la composició, produí moltes misses, cantates, etc., així com les òperes:
- Il Fuoruscito;
- Lettera di raccomandazione;
- Gli originali;
- Don Cesar di Bazan;
- Il diavolo;
- La Novella Eloisa;
- Erostrato;
- Il rinnegato.